# آخرین تفنگدار
آخرین تفنگدار (به انگلیسی: The Last Rifleman) یک فیلم درام بریتانیایی محصول سال ۲۰۲۳ به نویسندگی کوین فیتزپاتریک که بر اساس اتفاقات واقعی و پیرس برازنان در این فیلم نقش آفرینی می‌کند. داستان فیلم آرتی کرافورد (برازنان)، کهنه سرباز ۹۰ ساله ایرلند شمالی در جنگ جهانی دوم است که در هفتاد و پنجمین سالگرد فرود در نرماندی تصمیم می‌گیرد مخفیانه از خانه سالمندان خود فرار کند و سفری سخت اما الهام بخش از ایرلند شمالی به فرانسه را آغاز کند. تا آخرین ادای احترام خود را به بهترین دوستش داشته باشد و شهامت رویارویی با گذشته خود را بیابد.
این فیلم بر اساس داستان واقعی برنارد جردن، کهنه سرباز بریتانیایی است که خانه سالمندان خود را در انگلستان ترک کرد تا به فرانسه سفر کند. فیلم دیگری بر اساس داستان جردن به نام فراری بزرگ با بازی مایکل کین چند هفته قبل از این فیلم منتشر شد. این فیلم آخرین حضور جان آموس را قبل از مرگش در ۲۱ اوت ۲۰۲۴ نشان داد. این فیلم هرگز در سینماها اکران نشد. اولین بار در ۵ نوامبر ۲۰۲۳ در سرویس اشتراک اسکای سینما به نمایش درآمد.

## ساخت
تصویربرداری اصلی در اوت ۲۰۲۲ در بلفاست پس از شش هفته فیلمبرداری به پایان رسید.

## بازخوردها
در وب‌سایت جمع‌آوری نقد راتن تومیتوز از بررسی ۱۳ نقد منتقد، با میانگین امتیاز ۶٫۳ از ۱۰ مثبت است.